# Hans Caspar Hirzel (Schriftsteller)

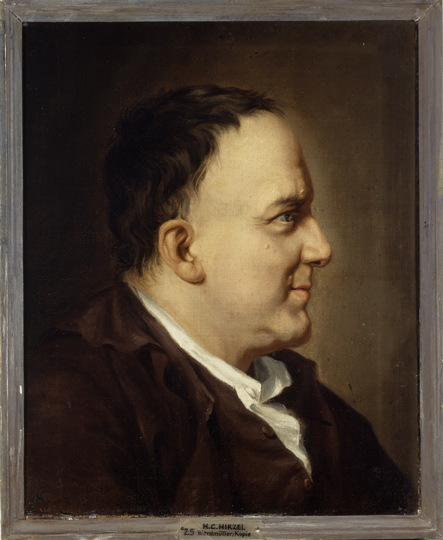
Hans Caspar Hirzel, Gemälde von Johann Heinrich Werdmüller nach Friedrich Rehberg, 1787, Gleimhaus Halberstadt

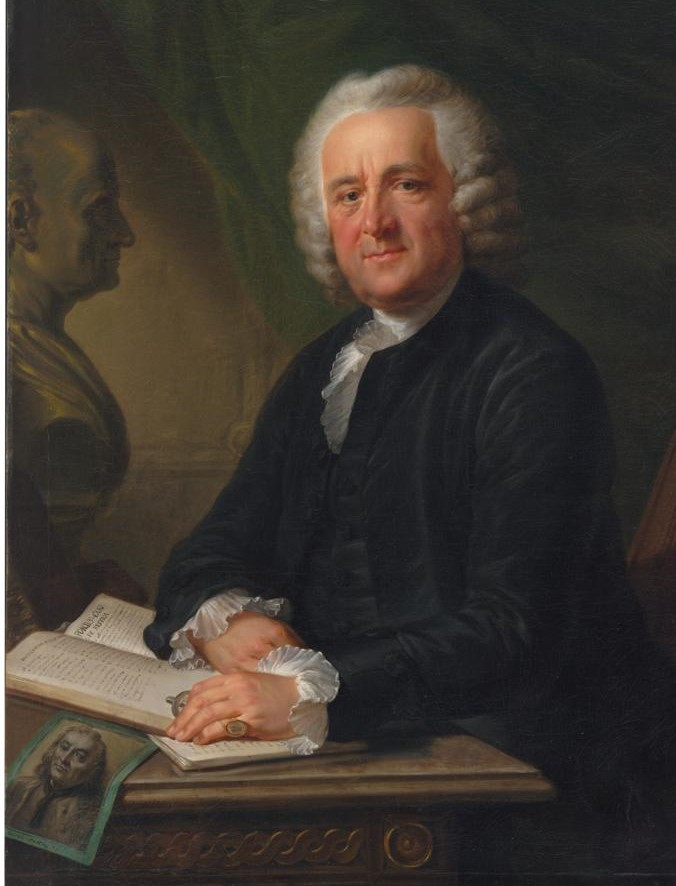
Friedrich Oelenhainz: Porträt von Hans Caspar Hirzel, 1790 (Zentralbibliothek Zürich)

Hans Caspar Hirzel, auch Johann Kaspar (* 21. März 1725 in Kappel am Albis; † 18. Februar 1803 in Zürich) war ein Schweizer Arzt und Schriftsteller.
Seine Eltern waren der Kaufmann und Statthalter Hans Caspar Hirzel (1698–1751) und dessen Ehefrau Regula Hirzel (1699–1741), eine Tochter des Statthalters Salomon Hirzel (1671–1744). Der Historiker und Politiker Salomon (1727–1818) war sein Bruder.
Er war Oberstadtarzt und Mitglied des Grossen Rats in Zürich, bereiste mit Johann Georg Sulzer die Schweiz und Deutschland und lernte in Berlin die damaligen Koryphäen der deutschen Literatur kennen. Ewald Christian von Kleist lebte einige Wochen bei ihm, und die von Friedrich Gottlieb Klopstock in einer seiner Oden besungene Bootsfahrt auf dem Zürichsee leitete Hirzel. 1762 war er Mitbegründer und erster Vorsteher der Helvetischen Gesellschaft.
Er heiratete 1748 Anna Maria Ziegler und nach dem Tod seiner ersten Frau 1791 Regula Leu. Aus erster Ehe hatte er sechs Söhne und sieben Töchter, darunter:
- Hans Caspar (1751–1817), Arzt und Philanthrop ⚭ Salomea Hottinger

## Werke
- Die Wirthschaft eines philosophischen Bauers, Zürich 1761 (über Jakob Gujer).
- Das Bild eines wahren Patrioten, Zürich 1767.
- Auserlesene Schriften zur Beförderung der Landwirtschaft, Zürich 1792.
- Denkmal Herrn Doctor Laurenz Zellwegers von Trogen im Appenzeller-Land von der Helvetischen Gesellschaft errichtet. David Gessner, Zürich 1765.
- Herrn Doctor Zellwegers patriotischer Abschied von der Helvetischen Gesellschaft. Heidegger und Compagnie, Zürich 1765. (doi:10.3931/e-rara-14399).